# Mort de l'Escolà
La Mort de l'Escolà és una muntanya de 2.457,1 m alt del límit dels termes comunals de Mentet i Pi de Conflent, de la comarca del Conflent, i Prats de Molló i la Presta, de la del Vallespir.
És a l'extrem occidental del terme de Prats de Molló i la Presta, en el meridional del de Pi de Conflent i en el sud-est del de Mentet. És al sud-oest de la Portella de Rotjà i al nord-est de Roca Colom.